# Marina Vogt
Marina Vogt (* 2. November 1981) ist eine ehemalige deutsche Fußballspielerin.

## Karriere
Aus der Jugendabteilung des FSV 07 Bischofsheim hervorgegangen, wechselte Vogt zur Jugendabteilung des FSV Frankfurt. Bevor sie zur Saison 1999/2000 in die erste Mannschaft aufstieg und für diese vier Punktspiele in der Bundesliga bestritt, – ihr Debüt gab sie am 29. August 1999 (1. Spieltag) bei der 0:10-Niederlage im Auswärtsspiel gegen den FCR Duisburg 55 mit Einwechslung in der 51. Minute für Sabina Wölbitsch – gehörte sie bereits als 16-Jährige der Mannschaft an, die 1998 die Deutsche Meisterschaft gewann. 1999 stand sie zudem mit dem FSV Frankfurt im Finale um den DFB-Pokal im Berliner Olympiastadion. 
Von 2000 bis 2002 gehörte sie dem Ligakonkurrenten 1. FFC Frankfurt an, bevor sie von 2010 bis 2014 für den 1. FC Nürnberg, zunächst in der drittklassigen Regionalliga Süd, danach – abstiegsbedingt – zwei Saisons in der Bayernliga und – aufstiegsbedingt – erneut eine Saison lang in der Regionalliga Süd zu einigen Spieleinsätzen kam.
Zudem spielte sie als Kapitänin der Hessenauswahl auch in der U19 der DFB-Nationalmannschaft und schoss in 7 Länderspiele insgesamt 4 Tore.

## Erfolge
- Deutscher Meister 1998 (mit dem FSV Frankfurt)